# 17
17 (XVII) je bilo navadno leto, ki se je po julijanskem koledarju začelo na petek.

## Dogodki
- Germanij Julij Cezar Klavdij v Rimu slavi zmago nad Germani.
- Kapadokija postane Rimska provinca